# Kevin Connauton
Kevin Connauton (né le 23 février 1990 à Edmonton en Alberta au Canada) est un joueur professionnel canadien de hockey sur glace. Il évolue au poste de défenseur.

## Biographie
Connauton a joué la saison 2007-2008 au niveau Junior A avec les Saints de Spruce Grove dans la Ligue de hockey junior de l'Alberta avant de jouer la saison suivante au niveau universitaire avec l'équipe de hockey des Broncos de l'université de l'Ouest du Michigan au championnat de la NCAA. Au terme de cette saison, il est repêché par les Canucks de Vancouver en tant que 83e joueur sélectionné au repêchage d'entrée de 2009 dans la Ligue nationale de hockey. À la suite de ce repêchage, il joue en tant que junior majeur avec les Giants de Vancouver de la Ligue de hockey de l'Ouest, saison où il totalise 24 buts, 48 aides et 72 points en 69 matchs. En 2010-2011, il joue sa première saison professionnelle avec les Wolves de Chicago, club-école des Canucks dans la Ligue américaine de hockey. En avril 2013, il est échangé aux Stars de Dallas avec un choix de deuxième ronde au repêchage de 2013 en retour de Derek Roy. Le 24 octobre 2013, il joue son premier match dans la LNH contre les Flames de Calgary.

## Statistiques
| Saison     | Équipe                       | Ligue      |     | Saison régulière | Saison régulière | Saison régulière | Saison régulière | Saison régulière |   | Séries éliminatoires | Séries éliminatoires | Séries éliminatoires | Séries éliminatoires | Séries éliminatoires |
| Saison     | Équipe                       | Ligue      | PJ  | B                | A                | Pts              | Pun              | PJ               | B | A                    | Pts                  | Pun                  |                      |                      |
| 2006-2007  | Traders de Fort Saskatchewan | LHJA       | 1   | 0                | 0                | 0                | 0                | -                | - | -                    | -                    | -                    |                      |                      |
| 2007-2008  | Saints de Spruce Grove       | LHJA       | 56  | 13               | 32               | 45               | 59               | 15               | 5 | 0                    | 5                    | 18                   |                      |                      |
| 2008-2009  | Broncos de Western Michigan  | NCAA       | 40  | 7                | 11               | 18               | 44               | -                | - | -                    | -                    | -                    |                      |                      |
| 2009-2010  | Giants de Vancouver          | LHOu       | 69  | 24               | 48               | 72               | 107              | 16               | 3 | 10                   | 13                   | 21                   |                      |                      |
| 2010-2011  | Moose du Manitoba            | LAH        | 73  | 11               | 12               | 23               | 51               | 6                | 1 | 0                    | 1                    | 0                    |                      |                      |
| 2011-2012  | Wolves de Chicago            | LAH        | 73  | 13               | 20               | 33               | 58               | 5                | 0 | 1                    | 1                    | 8                    |                      |                      |
| 2012-2013  | Wolves de Chicago            | LAH        | 60  | 7                | 18               | 25               | 67               | -                | - | -                    | -                    | -                    |                      |                      |
| 2012-2013  | Stars du Texas               | LAH        | 9   | 2                | 4                | 6                | 6                | 9                | 2 | 3                    | 5                    | 6                    |                      |                      |
| 2013-2014  | Stars du Texas               | LAH        | 6   | 0                | 1                | 1                | 23               | -                | - | -                    | -                    | -                    |                      |                      |
| 2013-2014  | Stars de Dallas              | LNH        | 36  | 1                | 7                | 8                | 16               | 4                | 0 | 0                    | 0                    | 16                   |                      |                      |
| 2014-2015  | Stars de Dallas              | LNH        | 8   | 0                | 2                | 2                | 6                | -                | - | -                    | -                    | -                    |                      |                      |
| 2014-2015  | Blue Jackets de Columbus     | LNH        | 54  | 9                | 10               | 19               | 29               | -                | - | -                    | -                    | -                    |                      |                      |
| 2015-2016  | Blue Jackets de Columbus     | LNH        | 27  | 1                | 7                | 8                | 21               | -                | - | -                    | -                    | -                    |                      |                      |
| 2015-2016  | Coyotes de l'Arizona         | LNH        | 38  | 4                | 5                | 9                | 39               | -                | - | -                    | -                    | -                    |                      |                      |
| 2016-2017  | Coyotes de l'Arizona         | LNH        | 24  | 0                | 1                | 1                | 24               | -                | - | -                    | -                    | -                    |                      |                      |
| 2016-2017  | Roadrunners de Tucson        | LAH        | 2   | 1                | 2                | 3                | 2                | -                | - | -                    | -                    | -                    |                      |                      |
| 2017-2018  | Coyotes de l'Arizona         | LNH        | 73  | 11               | 10               | 21               | 20               | -                | - | -                    | -                    | -                    |                      |                      |
| 2018-2019  | Coyotes de l'Arizona         | LNH        | 50  | 1                | 7                | 8                | 22               | -                | - | -                    | -                    | -                    |                      |                      |
| 2019-2020  | Eagles du Colorado           | LAH        | 38  | 5                | 22               | 27               | 36               | -                | - | -                    | -                    | -                    |                      |                      |
| 2019-2020  | Avalanche du Colorado        | LNH        | 4   | 0                | 0                | 0                | 0                | 4                | 0 | 1                    | 1                    | 6                    |                      |                      |
| 2020-2021  | Panthers de la Floride       | LNH        | 7   | 0                | 1                | 1                | 7                | -                | - | -                    | -                    | -                    |                      |                      |
| 2021-2022  | Panthers de la Floride       | LNH        | 13  | 0                | 0                | 0                | 2                | -                | - | -                    | -                    | -                    |                      |                      |
| 2021-2022  | Flyers de Philadelphie       | LNH        | 26  | 1                | 2                | 3                | 2                | -                | - | -                    | -                    | -                    |                      |                      |
| 2022-2023  | Phantoms de Lehigh Valley    | LAH        | 63  | 3                | 12               | 15               | 49               | -                | - | -                    | -                    | -                    |                      |                      |
| 2023-2024  | Reign d'Ontario              | LAH        | 61  | 3                | 15               | 18               | 77               | -                | - | -                    | -                    | -                    |                      |                      |
| 2024-2025  | Roadrunners de Tucson        | LAH        | 56  | 6                | 11               | 17               | 78               | -                | - | -                    | -                    | -                    |                      |                      |
| Totaux LNH | Totaux LNH                   | Totaux LNH | 360 | 28               | 52               | 80               | 188              | 8                | 0 | 1                    | 1                    | 22                   |                      |                      |

## Trophées et honneurs personnels
- 2009-2010 :
  - nommé dans la première équipe d'étoiles de l'association de l'Ouest de la LHOu
  - nommé dans l'équipe d'étoiles des recrues de la Ligue canadienne de hockey
- 2011-2012 : participe au Match des étoiles de la LAH